# 弗拉基米尔·斯特鲁克
弗拉基米尔·阿列克谢耶维奇·斯特鲁克（俄语：Владимир Алексеевич Струк；1964年5月15日—2022年3月2日），乌克兰親俄合作者，生前曾为克雷明纳市市长。

## 生平
斯特鲁克毕业于卢甘斯克州立内政大学。
斯特鲁克先是地区党的一员，而后又加入“反对派平台－为了生活”党，并于2012至2014年间担任乌克兰最高拉达的议员。
2022年3月2日俄罗斯入侵乌克兰期间，他在克列缅纳亚被枪杀身亡，享年57岁。安東·格拉先科指控斯特鲁克支持2014年頓巴斯地位公投以及盧甘斯克人民共和國，而且戰爭爆發以來斯特鲁克一直呼籲地方代表要與俄羅斯以及盧甘斯克人民共和國當局溝通。